# Ontario Matadors 2021
Questa voce raccoglie le informazioni riguardanti gli Ontario Matadors nelle competizioni ufficiali della stagione 2021.

## Stagione
Gli Ontario Matadors partecipano al loro primo campionato NVA, classificandosi al quarto posto nella National Conference: partecipano quindi ai play-off scudetto, dove vengono eliminati ai quarti di finale dai Las Vegas Ramblers.

## Organigramma societario
Area direttiva
- Presidente: Cesar Estrada

Area tecnica
- Allenatore: ?

## Rosa
| N° | Nome              | Ruolo | Data di nascita   | Nazionalità sportiva |
| -- | ----------------- | ----- | ----------------- | -------------------- |
| 1  | Jesús Serrano     | S     | 28 dicembre 1994  | Messico              |
| 2  | Brett Masserti    | C     | 3 settembre 1993  | Stati Uniti          |
| 4  | Álvaro Hidalgo    | S     | 23 marzo 1994     | Perù                 |
| 5  | Alexis Garay      | O     | 9 giugno 1997     | Messico              |
| 6  | Diego Bustos      | S     | 2 ottobre ?       | Messico              |
| 7  | Mario Meza        | L     | 9 dicembre 1992   | Stati Uniti          |
| 8  | Gil Sánchez       | C     | 26 febbraio 1997  | Messico              |
| 9  | Jorge Cabrera     | O     | -                 | Stati Uniti          |
| 10 | Luis Molina       | C     | -                 | -                    |
| 11 | José Mulero       | L     | 25 ottobre 1991   | Porto Rico           |
| 12 | Mauro Fuentes     | C     | 13 ottobre 1997   | Messico              |
| 13 | Carlos Serrano    | S     | -                 | Messico              |
| 14 | Alan Torres       | S     | 19 maggio 1992    | Messico              |
| 15 | Martín Petris     | C     | 23 settembre 1990 | Messico              |
| 16 | Christian Aranda  | P     | 23 settembre 1990 | Messico              |
| 17 | Jacob Vander Beek | O     | 23 luglio 1998    | Stati Uniti          |
| 18 | Gabriel Cruz      | C     | 26 maggio 1996    | Messico              |

## Statistiche

### Statistiche di squadra
| Competizione | Punti | In casa | In casa | In casa | In trasferta | In trasferta | In trasferta | Totale | Totale | Totale |
| Competizione | Punti | G       | V       | P       | G            | V            | P            | G      | V      | P      |
| ------------ | ----- | ------- | ------- | ------- | ------------ | ------------ | ------------ | ------ | ------ | ------ |
| NVA          | 9     | 0       | 0       | 0       | 0            | 0            | 0            | 10     | 2      | 8      |
| Totale       | -     | 0       | 0       | 0       | 0            | 0            | 0            | 10     | 2      | 8      |

G = partite giocate; V = partite vinte; P = partite perse